# Nenkersdorf (Netphen)
Nenkersdorf ist ein ostsüdöstlicher Stadtteil von Netphen im Kreis Siegen-Wittgenstein in Nordrhein-Westfalen. Er hat eine Fläche von 14,3 km² und 459 Einwohner (30. Juni 2022).

## Geographie

### Lage
Nenkersdorf liegt im Osten des Siegerlands im Südteil des Rothaargebirges, rund sechs Kilometer (km) ostsüdöstlich der Netphener Kernstadt. Die zweiteilige Gemarkung Nenkersdorf, die aus der Gemarkungsfläche mit der Ortschaft (im Südwesten) und einer jenseits von Walpersdorf gelegenen Exklave (im Nordosten) besteht, ist 14,26 km² groß. Sie liegt zwischen 344 und 650,7 m ü. NHN auf dem Gipfel des Jägerhains; die Ortschaft befindet sich auf 353 bis 425 m Höhe. Etwa 4,5 km nordöstlich der Ortschaft liegt am Jägerhain die Siegquelle. In die Sieg münden (in Nenkersdorf) der Sehlbach und der Sindernbach. Innerhalb der vorgenannten Exklave befindet sich neben der Siegquelle auch die im Nenkersdorfer Ortsteil Lahnhof gelegene Lahnquelle. Berge in der Umgebung sind: Hohe Hardt (517 m), Auf den Plätzen (509,4 m), Nordhelle (579,9 m) und Hellerkopf (551,8 m).

### Nachbarorte
Nachbarorte von Nenkersdorf sind Walpersdorf im Nordosten, Lahnhof (zu Nenkersdorf) im Osten, Werthenbach im Südosten, Irmgarteichen und Helgersdorf im Süden, Salchendorf und Grissenbach im Südwesten und Beienbach im Westen.

## Geschichte

### Überblick
Nenkersdorf ist wahrscheinlich aus Waldschmiedesiedlungen entstanden. In einer Urkunde vom 3. Juni 1311 sind 4 Pächter aus „Nenkersdorph“ genannt. Als erster Nenkersdorfer wird Bertold von Nenkersdorf erwähnt. In einer Sage besitzt er eine Burg in der Nähe von Sieg und einem Hohlweg, der zur Eisenstraße des Rothaargebirges führte. Durch Steuerlisten werden Einwohnerzahlen sichtbar: 1461 gab es 17 Familien im Dorf, 1583 waren es 25. In den Jahren 1635 bis 1642 wütete im Ort die Pest und hinterließ 44 Tote.
Gegen Ende des 15. Jahrhunderts wurde die erste Kapelle im Ort gebaut. 1552 soll sie verfallen sein. Um 1600 wurde die zweite Kapelle errichtet, die ab 1651 eine Simultankapelle war, in der aber 1750 kein Gottesdienst mehr durchgeführt wurde. Eine neue Kapelle wurde bis 1955 genutzt, sie wurde abgerissen und durch eine neue für die evangelische Bevölkerung von Nenkersdorf und Walpersdorf ersetzt. Am 3. März 1957 folgte die Einweihung der mittlerweile vierten katholischen Kapelle im Ort. In den Jahren 1977 und 2005 holte Nenkersdorf sich Gold im Wettbewerb Unser Dorf soll schöner werden.
Bis Ende 1968 gehörte der Ort dem Amt Netphen an und wurde bei der kommunalen Neugliederung am 1. Januar 1969 ein Ortsteil der neuen Großgemeinde Netphen, seit 2000 ein Stadtteil.

### Einwohnerzahlen
Einwohnerzahlen von Nenkersdorf:
| Jahr | Einwohner |
| ---- | --------- |
| 1631 | 82        |
| 1643 | 40        |
| 1818 | 230       |
| 1885 | 296       |
| 1895 | 307       |
| 1905 | 286       |

| Jahr | Einwohner |
| ---- | --------- |
| 1910 | 289       |
| 1925 | 323       |
| 1933 | 306       |
| 1939 | 309       |
| 1950 | 357       |
| 1961 | 382       |

| Jahr | Einwohner |
| ---- | --------- |
| 1967 | 403       |
| 1994 | 512       |
| 2005 | 464       |
| 2009 | 438       |
| 2012 | 435       |
| 2013 | 423       |

| Jahr | Einwohner |
| ---- | --------- |
| 2014 | 412       |
| 2015 | 409       |
| 2017 | 438       |
| 2021 | 438       |
| 2022 | 459       |

## Lahnhof

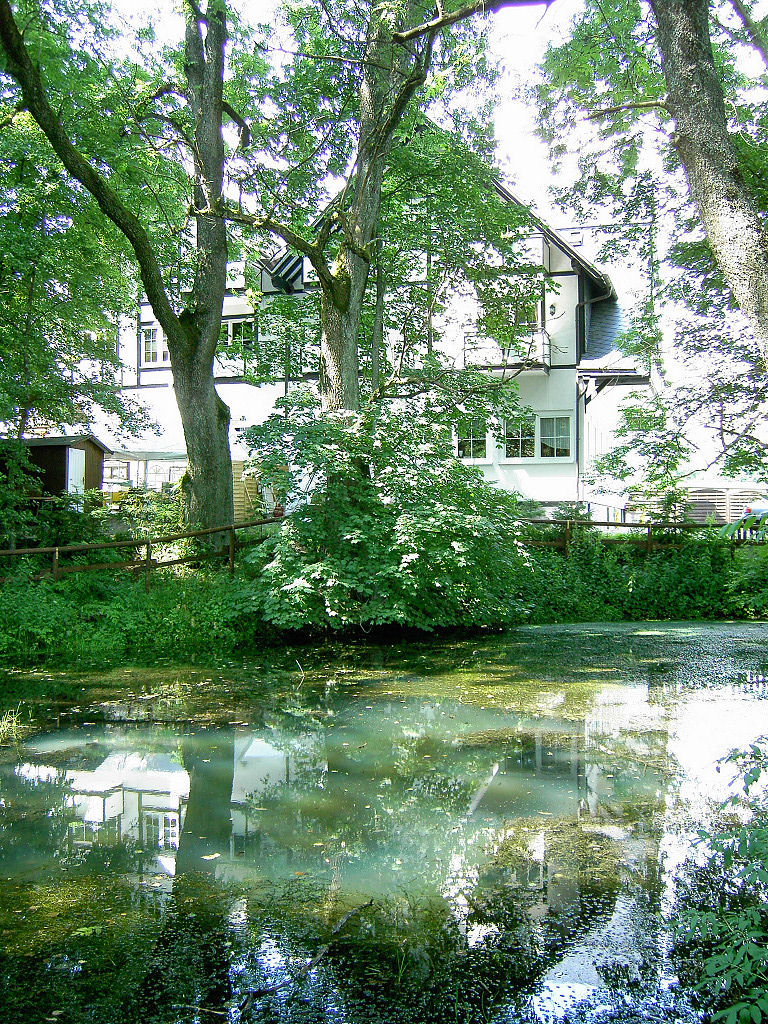
Lahnquelle (Lahntopf) am Lahnkopf in der Ortslage Lahnhof

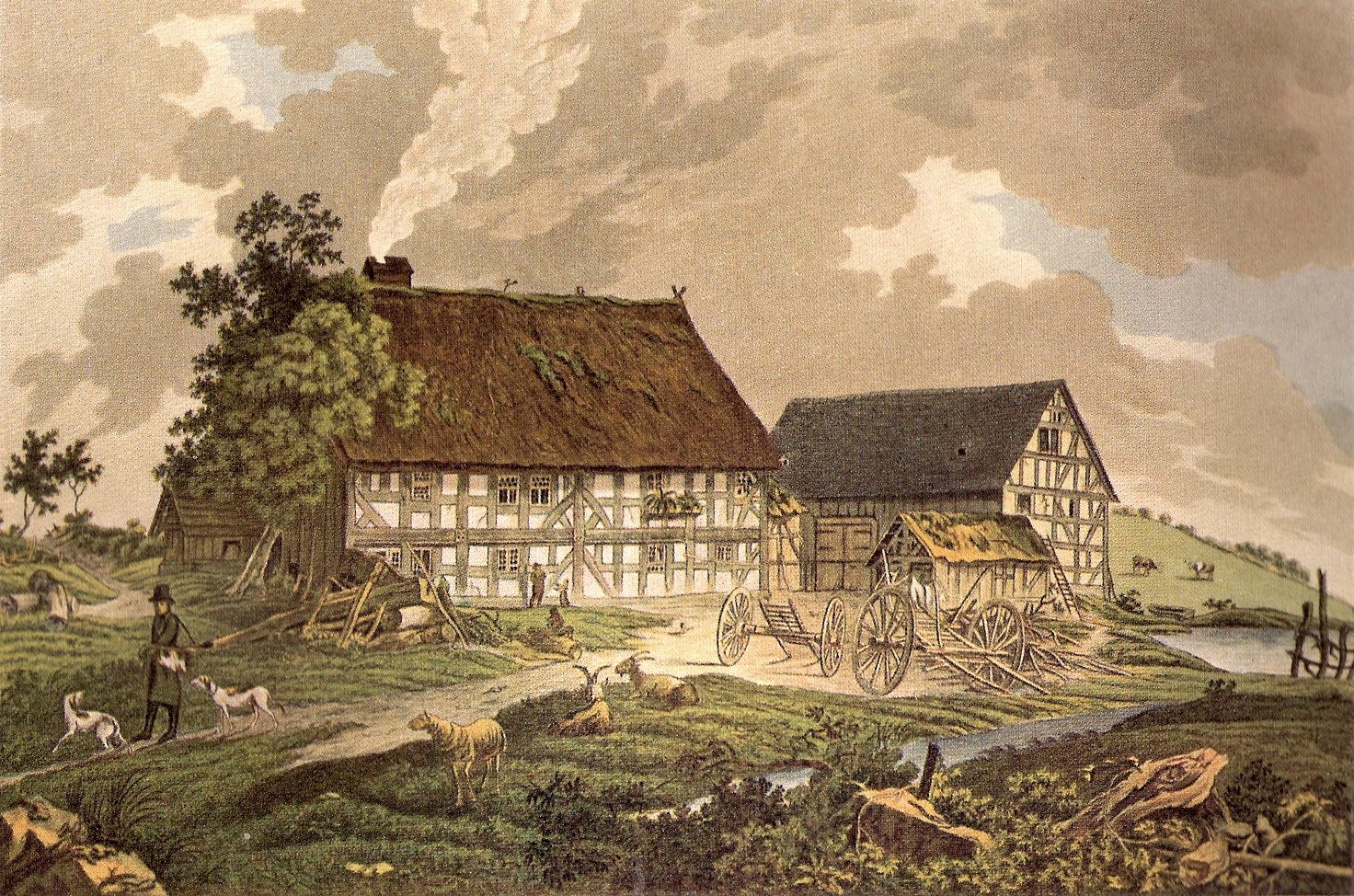
Der Lahnhof mit Lahnquelle (rechts), etwa 1810. Stich von Friedrich Christian Reinermann (1764–1835)

### Lage
Die Ortslage Lahnhof liegt 3,5 km (Luftlinie) östlich von Nenkersdorf auf dem zum Rothaargebirge gehörenden Ederkopf-Lahnkopf-Rücken am Lahnkopf (624,9 m ü. NN) und an der Stiegelburg (640,9 m) auf etwa 602 bis 620 m Höhe. Vor Ort liegt die Lahnquelle (Lahntopf; ca. 603 m); die Quellen von Eder und Sieg befinden sich wenige Kilometer entfernt. Durch Lahnhof verlaufen die über die Rhein-Weser-Wasserscheide und die Sieg-Lahn-Wasserscheide führende Eisenstraße des Rothaargebirges, der Europäische Fernwanderweg E1, Rothaarsteig und der Siegerland-Höhenring, letzterer wenige Meter entfernt vom Quellbereich der Lahn.

### Geschichte
Das Anwesen wurde erstmals in einer auf den 28. März 1333 datierten Urkunde unter der Bezeichnung Lonebach erwähnt – in einem Dokument, das lehnsrechtliche Entscheidungen des Adelsgeschlechts von Hain festhält. Es wird jedoch vermutet, dass an diesem Ort an einer bedeutenden Nord-Süd-Altstraße, der Eisenstraße, bereits in fränkisch-karolingischer Zeit ein Anwesen bestanden hat. Die nächstfolgende urkundliche Erwähnung des Lahnhofs fand laut Siegener Urkundenbuch im Jahr 1336 statt, als eine „politische Konferenz“ in Lanebach vor dem Patschozer Walde dokumentiert wurde, an der neben anderen Graf Otto von Nassau, Dompropst Heinrich von Speyer sowie Graf Siegfried von Wittgenstein teilgenommen hatten.
Im späten 16. Jahrhundert war der Lahnhof gräflicher Wirtschaftshof, zu dem laut einem Verzeichnis der Lehnsgüter 17 Wiesen gehörten; auch aus dem 18. Jahrhundert existieren Renteirechnungen des Fürstentums Nassau-Siegen für den Neuen Löhn-Hoff. Nach 1807 wurde der Lahnhof nach Nenkersdorf eingemeindet. Im Jahr 1818 wurden in der Domäne Nenkersdorf-Lahnhof 12 Einwohner gezählt. Nach 1820 wurde das alte Forsthaus Lahnhof, von dem man glaubte, in dessen Keller entspringe die Lahn, abgebrochen und etwa im Jahr 1828 durch den Neubau eines zweistöckigen Forsthauses mit Wirtschaftsgebäuden ersetzt.
Aufgrund seiner ursprünglichen Natur und der bei schönem Wetter hervorragenden Aussicht ist der Lahnhof schon seit über 100 Jahren beliebtes Ausflugsziel.

## Soziale und öffentliche Einrichtungen

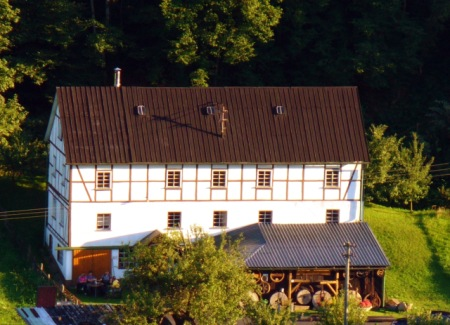
Mühle in Nenkersdorf

- Evangelische Johanneskapelle
- Katholische Kapelle St. Barbara
- Halle Oberes Siegtal
- Grillhütte
- Sportplatz
- Bolzplatz
- Kinderspielplatz
- Friedhöfe Nenkersdorf & Lahnhof
- Freiwillige Feuerwehr

## Sehenswürdigkeiten
Sehenswert sind innerhalb von Nenkersdorf der Dorfmittelpunkt und das Backhaus („Backes“) sowie die Alte Wassermühle (siehe Bild oben) und außerhalb des Dorfes der Lahnhof mit der Lahnquelle (Lahntopf) an der Eisenstraße und die etwas nördlich davon befindliche Siegquelle; das Flussbett der Sieg wurde schon früh an die Mühle angepasst.

## Verkehr
Nenkersdorf liegt an der Landesstraße 719 (Walpersdorf–Grissenbach). Mit der Bundesautobahn 45 ist es über die Anschlüsse Wilnsdorf oder Siegen über die Hüttentalstraße (HTS) verbunden. Der Busverkehr wird von der Verkehrsbetriebe Westfalen-Süd (VWS) betrieben.